# Toppentunnel
Der Toppentunnel (norwegisch Toppentunnelen) ist ein einröhriger Straßentunnel zwischen Hallevika und Sørvikneset auf der Insel Grytøya in der Kommune Harstad in der Provinz (Fylke) Troms, Norwegen.
Der Tunnel im Verlauf des Fylkesvei 7756 ist 3989 Meter lang und einstreifig mit Ausweichstellen angelegt. Er wurde am 12. Juli 1996 eröffnet und machte damit die Fährverbindung zwischen Alvestad auf Grytøya und Stornes auf Hinnøya entbehrlich.